# 菊地重仁
菊地 重仁（きくち しげと、1976年〈昭和51年〉 - ）は、日本の歴史学者（ヨーロッパ初期中世史）。
学位はDoktor der Philosophie（ルートヴィヒ・マクシミリアン大学ミュンヘン・2013年）。東京大学大学院人文社会系研究科准教授。
東京大学大学院人文社会系研究科研究員、青山学院大学文学部准教授などを歴任した。  

## 概要
秋田県出身のヨーロッパ初期中世史を専攻する歴史学者である。特にカロリング朝の国王使節に関する研究が知られており、同定可能な人物470名と逸名70名について人物誌を作成した。これは世界で初めての成果であり、この分野に関する研究を全く新たな段階にまで引き上げたとされている。東京大学で研究に従事したのち、青山学院大学、東京大学で教鞭を執った。

## 来歴

### 生い立ち
1976年（昭和51年）に生まれ、秋田県秋田市にて育った。1995年（平成7年）4月に東京大学に進学し、文科三類を経て、1999年（平成11年）3月に文学部の歴史文化学科西洋史学専修課程を卒業した。1999年（平成11年）4月に東京大学の大学院に進学し、人文社会系研究科の欧米系文化研究専攻西洋史学専門分野にて学んだ。2002年（平成14年）3月に修士課程を修了し、修士（文学）の学位を取得した。2002年（平成14年）4月から翌年3月まで人文社会系研究科にて欧米系文化研究専攻西洋史学専門分野の研究生となっていた。2003年（平成15年）4月には人文社会系研究科にて欧米系文化研究専攻西洋史学専門分野の博士課程に進んだ。
その間、ドイツ連邦共和国に留学し、ルートヴィヒ・マクシミリアン大学ミュンヘンにて2005年（平成17年）10月から2006年（平成18年）9月まで歴史芸術学部歴史学科の登録留学生となり、2006年（平成18年）10月から2013年（平成25年）2月にかけては歴史芸術学部歴史学科の博士課程にて学んだ。歴史学科では中世史を専攻とし、歴史補助学を副専攻とした。その結果、2013年（平成25年）2月に同大学よりDoktor der Philosophieの学位を取得した。なお、東京大学大学院の博士課程については2009年（平成21年）3月に単位取得満期退学している。

### 歴史学者として
母校である東京大学に採用され、2012年（平成24年）7月から2013年（平成25年）3月まで大学院の人文社会系研究科にて附属次世代人文学開発センターの研究員を務めた。「次世代人文社会学育成プログラム」に参画し、ドイツ連邦共和国にて在外研究を行っていた。
2013年（平成25年）4月からは東京大学の大学院にて人文社会系研究科の研究員となる。また、2014年（平成26年）5月から翌年3月まで大学院の総合文化研究科にて特任研究員を兼務しており、地域文化研究専攻の講義に携わった。さらに他の教育・研究機関の役職も兼任していた。江戸川大学では2013年（平成25年）4月から2015年（平成27年）3月まで講師を非常勤で兼任していた。立教大学では2013年（平成25年）4月から2015年（平成27年）3月まで文学部の講師を兼任するとともに、2013年（平成25年）5月から同年12月まで、および、2014年（平成26年）4月から翌年1月まで文学部にてリサーチアシスタントを兼任していた。リサーチアシスタントとしては史学科に携わっていた。駒澤大学では2014年（平成26年）4月から同年9月まで文学部の講師を非常勤で兼任し、歴史学科の講義を担当していた。獨協大学では2014年（平成26年）4月から翌年3月まで外国語学部の講師を非常勤で兼任し、ドイツ語学科の講義を担当していた。日本女子大学では2014年（平成26年）9月から翌年3月まで文学部の講師を非常勤で兼任していた。
2015年（平成27年）3月まで東京大学の研究員を務めたが、同年4月に青山学院大学に転じ、文学部の准教授に就任した。文学部においては史学科の講義を担当した。さらに他の教育・研究機関の役職も兼任していた。駒澤大学では2015年（平成27年）4月から同年9月まで文学部の講師を非常勤で兼任し、歴史学科の講義を担当した。ベルリン自由大学では2019年（平成31年）4月から翌年3月までフリードリヒ・マイネッケ研究所の客員研究員を兼任した。学習院大学では2021年（令和3年）4月から同年9月まで文学部の講師を非常勤で兼任し、史学科の講義を担当した。上智大学では2021年（令和3年）9月から翌年3月まで文学部の講師を非常勤で兼任し、史学科の講義を担当した。東京大学では2021年（令和3年）10月から翌年3月まで文学部の講師を非常勤で兼任し、人文学科の西洋史学専修の講義を担当した。
2022年（令和4年）3月まで青山学院大学で准教授を務めたが、同年4月に古巣である東京大学に転じ、大学院の人文社会系研究科にて准教授に就任した。人文社会系研究科においては、主として欧米系文化研究専攻の講義を担当し、西洋史学講座を受け持った。さらに他の教育・研究機関の役職も兼任していた。青山学院大学では2022年（令和4年）4月から翌年3月まで文学部の講師を非常勤で兼任し、史学科の講義を担当していた。ケルン大学では2023年（令和5年）8月から翌月まで哲学部の客員研究員を兼任し、歴史学科の「フランク期の君主勅令編纂」プロジェクトに参画していた。

## 研究
専門は歴史学であり、特にヨーロッパ初期中世史などの分野を研究していた。具体的には、西ヨーロッパの初期中世における政治文化、統治構造、修道制、モビリティ、他者認識などといった点について研究していた。また、中世前期の教皇座や、中世初期の環地中海世界史についても研究していた。また、文書形式学や古書冊学に視座に基づいた史料研究にも取り組んだ。
特にフランク王国に関する研究に取り組み、カロリング朝の国王使節について纏めた「Herrschaft, Delegation und Kommunikation in der Karolingerzeit. Untersuchungen zu den Missi dominici (751-888)」が知られている。多数の文献を渉猟し、国王使節を担った同定可能な人物470名と逸名70名について人物誌を作成した。これは世界初の成果であり、国王使節のみならずカロリング朝の国制全般の研究にも活用されるようになり、高い評価を受けるに至った。文部科学省の特別な機関である日本学士院は、この業績について「カロリング朝国王使節研究を全く新たな段階に引き上げるのに成功しました」と評しており、「国王使節のプロソポグラフィーはこの分野での初めての成果であり、その学問的功績は国際的にも極めて大きい」として日本学士院賞を授与するとともに、恩賜賞を重ねて授与している。
学術団体としては、史学会、西洋中世学会、などに所属していた。

## 人物
従来の西洋史学において「missi dominici」は「国王巡察使」と訳されてきた。古代の日本国における類似の制度に倣って「巡察使」の語をあてたものだが、菊地は「地方を巡歴する役人という中央集権的な印象を与えるため適切ではない」と指摘しており、自身の著述では「国王使節」との語を用いている。

## 略歴
- 1976年 - 誕生[9]。
- 1999年 - 東京大学文学部卒業[6]。
- 2002年 - 東京大学大学院人文社会系研究科修士課程修了[6]。
- 2002年 - 東京大学大学院人文社会系研究科研究生[5]。
- 2009年 - 東京大学大学院人文社会系研究科博士課程単位取得満期退学[5][6]。
- 2012年 - 東京大学大学院人文社会系研究科附属次世代人文学開発センター研究員[5]。
- 2013年 - ルートヴィヒ・マクシミリアン大学ミュンヘン歴史芸術学部博士課程修了[5][6]。
- 2013年 - 東京大学大学院人文社会系研究科研究員[5]。
- 2013年 - 江戸川大学講師[5]。
- 2013年 - 立教大学文学部講師[5]。
- 2013年 - 立教大学文学部リサーチアシスタント[5]。
- 2014年 - 駒澤大学文学部講師[5]。
- 2014年 - 立教大学文学部リサーチアシスタント[5]。
- 2014年 - 獨協大学外国語学部講師[5]。
- 2014年 - 東京大学大学院総合文化研究科特任研究員[5]。
- 2014年 - 日本女子大学文学部講師[5]。
- 2015年 - 青山学院大学文学部准教授[5][6]。
- 2015年 - 駒澤大学文学部講師[5]。
- 2019年 - ベルリン自由大学フリードリヒ・マイネッケ研究所客員研究員[5][6]。
- 2021年 - 学習院大学文学部講師[5]。
- 2021年 - 上智大学文学部講師[5]。
- 2021年 - 東京大学文学部講師[5]。
- 2022年 - 青山学院大学退職[5][6]。
- 2022年 - 東京大学大学院人文社会系研究科准教授[5][6]。
- 2022年 - 青山学院大学文学部講師[5]。
- 2023年 - ケルン大学哲学部客員研究員[5]。

## 賞歴
- 2024年 - 恩賜賞[14]。
- 2024年 - 日本学士院賞[14]。

## 著作

### 単著
- Shigeto Kikuchi, Herrschaft, Delegation und Kommunikation in der Karolingerzeit -- Untersuchungen zu den Missi dominici (751–888), Tom.1, Harrassowitz Verlag, 2021. ISBN 9783447111805
- Shigeto Kikuchi, Herrschaft, Delegation und Kommunikation in der Karolingerzeit -- Untersuchungen zu den Missi dominici (751–888), Tom.2, Harrassowitz Verlag, 2021. ISBN 9783447111805

### 共著
- 佐藤彰一ほか執筆、大黒俊二・林佳世子責任編集『西アジアとヨーロッパの形成――八〜一〇世紀』岩波書店、2022年。ISBN 9784000114189

### 寄稿、分担執筆、等
- 歴史学研究会編集『歴史学と、出会う――41人の読書経験から』歴史学研究会、2015年。ISBN 9784250215001
- 池田嘉郎編『名著で読む世界史120』山川出版社、2016年。ISBN 9784634640634
- 堀越孝一編『悪の歴史――隠されてきた〈悪〉に焦点をあて、真実の人間像に迫る』西洋編下巻、清水書院、2018年。ISBN 9784389500672
- 中野隆生・加藤玄編著『フランスの歴史を知るための50章』明石書店、2020年。ISBN 9784750350219
- 三浦徹編『750年――普遍世界の鼎立』山川出版社、2020年。ISBN 9784634445031
- 高山博・亀長洋子編『中世ヨーロッパの政治的結合体――統治の諸相と比較』東京大学出版会、2022年。ISBN 9784130261722
- エインハルドゥス / ノトケルス『カロルス大帝伝』國原吉之助訳、ちくま学芸文庫、2024年。ISBN 4480512640 - 文庫解説